# منتخب كيبك لكرة القدم
منتخب كيبك لكرة القدم هو ممثل كيبك الرسمي في المنافسات الدولية في كرة القدم في فئة كرة القدم للرجال.